# 19a etapa del Tour de França de 2014
La 19a etapa del Tour de França de 2014 es disputà el divendres 25 de juliol de 2014 sobre un recorregut de 208,5 km entre les localitats franceses de Mauborguet i Brageirac.
La victòria fou pel lituà Ramūnas Navardauskas (Garmin-Sharp), que s'imposà amb set segons de diferència sobre el gran grup, després d'atacar a manca de 13 quilòmetres per l'arribada. En segona posició, donant temps al gran grup, acabà l'alemany John Degenkolb (Giant-Shimano), mentre el noruec Alexander Kristoff (Team Katusha) acabà tercer. No hi hagué cap canvi en les diferents classificacions.

## Recorregut
Etapa de transició entre l'alta muntanya dels Pirineus i l'única contrarellotge individual de la present edició. Una sola cota de muntanya han de superar els ciclistes, la cota de Monbazillac, que es corona a tan sols 13 quilòmetres per l'arribada. L'únic esprint del dia es troba a Tonens, al quilòmetre 130,5.

## Desenvolupament de l'etapa
En el segon quilòmetre Cyril Gautier (Team Europcar) llençà un atac, al qual s'anirien sumant, fins al quilòmetre 16, Martin Elmiger (IAM Cycling), Arnaud Gérard (Bretagne-Séché Environnement), Tom-Jelte Slagter (Garmin-Sharp) i Rein Taaramae (Cofidis). La màxima diferència dels escapats fou de 3' 45" al quilòmetre 38, quan els equips dels esprintadors passaren a controlar la cursa per evitar que la diferència augmentés massa. A manca de 32 quilòmetre sols disposaven d'un minut i vint segons, moment que aprofità Slagter per atacar i marxar en solitari. Poc després de coronar l'única cota del dia fou neutralitzat, moment que aprofità el seu company d'equip Ramūnas Navardauskas per atacar. Amb poca diferència sobre el gran grup, es veié beneficiat per una caiguda a manca de 3 quilòmetres en què Peter Sagan fou un dels que anà a terra. Finalment, aconseguí guanyar l'etapa en solitari amb set segons sobre John Degenkolb (Giant-Shimano) i Alexander Kristoff (Team Katusha).

## Resultats

### Classificació de l'etapa
|    | Ciclista                   | Equip                   | Temps      |
| -- | -------------------------- | ----------------------- | ---------- |
| 1  | Ramūnas Navardauskas (LTU) | Garmin-Sharp            | 4h 43' 41" |
| 2  | John Degenkolb (GER)       | Giant-Shimano           | + 7"       |
| 3  | Alexander Kristoff (NOR)   | Team Katusha            | + 7"       |
| 4  | Mark Renshaw (AUS)         | Omega Pharma-Quick Step | + 7"       |
| 5  | Daniele Bennati (ITA)      | Team Tinkoff-Saxo       | + 7"       |
| 6  | Alessandro Petacchi (ITA)  | Omega Pharma-Quick Step | + 7"       |
| 7  | Samuel Dumoulin (FRA)      | AG2R La Mondiale        | + 7"       |
| 8  | Julien Simon (FRA)         | Cofidis                 | + 7"       |
| 9  | Sep Vanmarcke (BEL)        | Belkin Pro Cycling Team | + 7"       |
| 10 | Jürgen Roelandts (BEL)     | Lotto-Belisol           | + 7"       |

### Punts atribuïts
| 1r  | Martin Elmiger (SUI)    | IAM Cycling                  | 20 pts |
| 2n  | Rein Taaramäe (EST)     | Cofidis                      | 17 pts |
| 3r  | Arnaud Gérard (FRA)     | Bretagne-Séché Environnement | 15 pts |
| 4t  | Tom-Jelte Slagter (NED) | Garmin-Sharp                 | 13 pts |
| 5è  | Cyril Gautier (FRA)     | Team Europcar                | 11 pts |
| 6è  | Mark Renshaw (AUS)      | Omega Pharma-Quick Step      | 10 pts |
| 7è  | Peter Sagan (SVK)       | Omega Pharma-Quick Step      | 9 pts  |
| 8è  | Ji Cheng (CHN)          | Giant-Shimano                | 8 pts  |
| 9è  | Maciej Bodnar (POL)     | Cannondale                   | 7 pts  |
| 10è | Fabio Sabatini (ITA)    | Cannondale                   | 6 pts  |
| 11è | Lars Ytting Bak (DEN)   | Lotto-Belisol                | 5 pts  |
| 12è | Jean-Marc Marino (FRA)  | Cannondale                   | 4 pts  |
| 13è | Elia Viviani (ITA)      | Cannondale                   | 3 pts  |
| 14è | Lieuwe Westra (NED)     | Astana Qazaqstan Team        | 2 pts  |
| 15è | Dmitriy Gruzdev (KAZ)   | Astana Qazaqstan Team        | 1 pt   |

| 1r  | Ramūnas Navardauskas (LTU) | Garmin-Sharp                 | 45 pts |
| 2n  | John Degenkolb (GER)       | Giant-Shimano                | 35 pts |
| 3r  | Alexander Kristoff (NOR)   | Team Katusha                 | 30 pts |
| 4t  | Mark Renshaw (AUS)         | Omega Pharma-Quick Step      | 26 pts |
| 5è  | Daniele Bennati (ITA)      | Team Tinkoff-Saxo            | 22 pts |
| 6è  | Alessandro Petacchi (ITA)  | Omega Pharma-Quick Step      | 20 pts |
| 7è  | Samuel Dumoulin (FRA)      | AG2R La Mondiale             | 18 pts |
| 8è  | Julien Simon (FRA)         | Cofidis                      | 16 pts |
| 9è  | Sep Vanmarcke (BEL)        | Belkin Pro Cycling Team      | 14 pts |
| 10è | Jürgen Roelandts (BEL)     | Lotto-Belisol                | 12 pts |
| 11è | Romain Feillu (FRA)        | Bretagne-Séché Environnement | 10 pts |
| 12è | Matteo Trentin (ITA)       | Omega Pharma-Quick Step      | 8 pts  |
| 13è | Jan Bakelants (BEL)        | Omega Pharma-Quick Step      | 6 pts  |
| 14è | Michael Mørkøv (DEN)       | Team Tinkoff-Saxo            | 4 pts  |
| 15è | Marco Marcato (ITA)        | Cannondale                   | 2 pt   |

### Colls i cotes
- 1. Cota de Mont Basalhac. 171m. 4a categoria (km 195,5) (1,3 km al 7,6%)

| 1r | Tom-Jelte Slagter (NED) | Garmin-Sharp | 1 pt |

## Classificacions a la fi de l'etapa

### Classificació general
|    | Ciclista                     | Equip                   | Temps      |
| -- | ---------------------------- | ----------------------- | ---------- |
| 1  | Vincenzo Nibali (ITA)        | Astana Qazaqstan Team   | 85h 29' 3" |
| 2  | Thibaut Pinot (FRA)          | FDJ                     | + 7' 10"   |
| 3  | Jean-Christophe Péraud (FRA) | AG2R La Mondiale        | + 7' 23"   |
| 4  | Alejandro Valverde (ESP)     | Movistar Team           | + 7' 25"   |
| 5  | Romain Bardet (FRA)          | AG2R La Mondiale        | + 9' 27"   |
| 6  | Tejay van Garderen (USA)     | BMC Racing Team         | + 11' 34"  |
| 7  | Bauke Mollema (NED)          | Belkin Pro Cycling Team | + 13' 56"  |
| 8  | Laurens ten Dam (NED)        | Belkin Pro Cycling Team | + 14' 15"  |
| 9  | Leopold König (CZE)          | NetApp-Endura           | + 14' 37"  |
| 10 | Haimar Zubeldia (ESP)        | Trek Factory Racing     | + 16' 25"  |

### Classificació per punts
|    | Ciclista                 | Equip         | Punts   |
| -- | ------------------------ | ------------- | ------- |
| 1r | Peter Sagan (SVK)        | Cannondale    | 417 pts |
| 2n | Bryan Coquard (FRA)      | Team Europcar | 253 pts |
| 3r | Alexander Kristoff (NOR) | Team Katusha  | 247 pts |

### Classificació de la muntanya
|    | Ciclista                | Equip                 | Punts   |
| -- | ----------------------- | --------------------- | ------- |
| 1r | Rafał Majka (POL)       | Team Tinkoff-Saxo     | 181 pts |
| 2n | Vincenzo Nibali (ITA)   | Astana Qazaqstan Team | 168 pts |
| 3r | Joaquim Rodríguez (CAT) | Team Katusha          | 112 pts |

### Classificació del millor jove
|    | Ciclista                 | Equip                   | Temps        |
| -- | ------------------------ | ----------------------- | ------------ |
| 1r | Thibaut Pinot (FRA)      | FDJ                     | 85h 36' 43"  |
| 2n | Romain Bardet (FRA)      | AG2R La Mondiale        | + 2' 17"     |
| 3r | Michał Kwiatkowski (POL) | Omega Pharma-Quick Step | + 1h 09' 35" |

### Classificació per equips
|    | Equip                   | Temps        |
| -- | ----------------------- | ------------ |
| 1r | AG2R La Mondiale        | 256h 52' 21" |
| 2n | Belkin Pro Cycling Team | + 28' 33"    |
| 3r | Movistar Team           | + 1h 05' 47" |

## Abandonaments
No hi hagué cap abandonament durant l'etapa.